# Philip N. Diehl
Pour les articles homonymes, voir Diehl.
Philip Noel Diehl (né le 11 juin 1951) est un homme d'affaires américain et un ancien conseiller en politique monétaire qui est le 35e directeur de la Monnaie des États-Unis. Il est président de l'U.S. Money Reserve, analyste des marchés de l'or et membre des conseils d'administration de l'Industry Council for Tangible Assets (conseil industriel pour les actifs tangibles), de la Coalition for Equitable Regulation and Taxation (coalition pour une réglementation et une fiscalité équitables) et du Gold and Silver Political Action Committee (comité d'action politique pour l'or et l'argent).

## Jeunesse et études
Philip Diehl naît à Dallas, au Texas, de Will A Diehl, pilote décoré de la Seconde Guerre mondiale qui a volé sur le Hump, et de Wandah Marguerite Findley.
Diehl est diplômé de la Lubbock High School à Lubbock, au Texas, et obtient une bachelor of arts à l'Austin College (en), où il est membre de Sigma Tau Epsilon et actif dans l'organisation politique sur le campus et au sein de la communauté,. Il obtient une maîtrise en administration publique à l'université du Texas à Austin.

## Carrière

### Début de carrière
L'engagement de Diehl dans le parti démocrate commence à Austin College, où il travaille à la campagne de réélection du sénateur américain Ralph Yarborough. En 1973, Diehl rejoint la première campagne de Bob Bullock (en) pour le poste de contrôleur des comptes publics du Texas. À son retour de Stanford à Austin, Diehl travaille pour Bullock au bureau du contrôleur du Texas. Plus tard, il occupe les postes d'assistant du commissaire Dennis L. Thomas et de directeur de la réglementation téléphonique à la Public Utility Commission of Texas (PUC).
À la PUC, Diehl supervise les changements apportés à la réglementation des services de télécommunications à la suite de la scission du système Bell. Il assure la liaison entre la PUC et le corps législatif du Texas lors d'une réforme majeure des lois de l'État régissant l'industrie des télécommunications, et il dirige l'opposition de la commission à la tentative de déréglementation d'AT&T par le corps législatif. La proposition est rejetée et le corps législatif charge la PUC d'organiser une enquête sur la position dominante du marché afin de déterminer si AT&T conserve un pouvoir de marché. Diehl mène l'affaire contre la déréglementation d'AT&T. La PUC détermine qu'AT&T conserve un pouvoir de marché et la décision est confirmée en appel par le tribunal de district de l'État,.
En 1988, Diehl rejoint International Telecharge, Inc., une société basée à Dallas, en tant que vice-président chargé des affaires réglementaires, où il est responsable des questions réglementaires et législatives au niveau de l'État et est le témoin expert de la société dans les procédures de droit administratif et de cour d'appel.
En janvier 1991, Diehl est nommé directeur législatif du sénateur américain Lloyd Bentsen. En septembre 1992, le sénateur le promeut directeur du personnel de la majorité de la commission des finances du Sénat. Le premier jour de l'administration Clinton, Diehl entre au département du Trésor américain et est nommé chef de cabinet du secrétaire au Trésor Bentsen.

### Directeur de la Monnaie
Après avoir été directeur du personnel de la commission des finances du Sénat et chef du personnel du Trésor américain, Diehl est nommé par le président Bill Clinton directeur de la Monnaie des États-Unis. Il est confirmé à l'unanimité par le Sénat des États-Unis et occupe ce poste jusqu'en mars 2000.
Au cours de son mandat, la Monnaie augmente ses bénéfices annuels, qui sont reversés au contribuable américain, de 727 millions de dollars à 2,6 milliards de dollars.
En collaboration avec le représentant Michael Castle, Diehl surmonte l'opposition du département du Trésor pour mettre en place le programme des 50 State Quarters et supervise son lancement avec succès. Il négocie des accords avec Walmart et General Mills qui conduisent au lancement très réussi du dollar Sacagawea, bien que l'effort se soit essoufflé par la suite.
Diehl est également co-auteur, avec le représentant Castle, d'une loi autorisant la Monnaie à produire la première pièce de monnaie en platine du pays, l'American Platinum Eagle (en). Six mois après son lancement, la pièce conquiert 80 % du marché mondial des pièces d'investissement en platine.
En janvier 2013, la loi sur les pièces de platine est largement médiatisée lorsque Paul Krugman, économiste lauréat du prix Nobel, et Laurence Tribe (en), éminent professeur de droit constitutionnel à la faculté de droit de Harvard, soutiennent une proposition visant à utiliser la loi pour frapper une pièce de mille milliards de dollars. Cette idée est proposée comme moyen de neutraliser les menaces des républicains de bloquer un relèvement du plafond légal de la dette, ce qui entraînerait un défaut de paiement de la nation. Diehl est largement cité dans les médias en tant qu'expert sur la question, réfutant les critiques concernant la proposition et sa légalité au regard de la loi américaine sur la frappe de monnaie et de sa constitutionnalité,.

### Fin de carrière
Après avoir quitté la Monnaie, Diehl est nommé président de Zales.com, la plate-forme commerciale en ligne d'un détaillant de bijoux basé à Dallas. Dans le sillage de la bulle Internet, il retourne à Washington, DC, pour rejoindre la société internationale de relations publiques Fleishman-Hillard en tant que président du département des relations gouvernementales de l'entreprise. 
M. Diehl est aujourd'hui consultant auprès d'entreprises du secteur des métaux précieux et analyste des marchés de l'or. Ses travaux sont publiés dans le Wall Street Journal et Institutional Investor. Il siège aux conseils d'administration de l'Industry Council for Tangible Assets (ICTA) et de la Coalition for Equitable Regulation and Taxation (CERT).